# Jú jú hakušo
Jú jú hakušo (japonsky 幽☆遊☆白書) je japonská komediálně laděná fantasy-dramatická manga série, ilustrovaná Jošihiro Togašim, která se brzy dočkala anime adaptace, kterou produkovalo studio Pierrot.
Manga série byla postupně vydávána v japonském časopise Šúkan šónen Jump. Série dohromady čítá 175 kapitol, jež byly svázány do 19 tankóbon svazků. Manga série získala v roce 1994 Shogakukan Manga Award v kategorii šónen.
Anime seriál režíroval Norijuki Abe (Gakkó no kaidan, Bleach, Tokyo Mew Mew) a byl vyroben v ko-produkci Fuji Television, Yomiko Advertising a Studia Pierrot. Kromě manga a anime seriálu byly natočeny dva celovečerní anime filmy, respektive The Golden Seal (1993) a vysokorozpočtový Bonds of Fire (1994) s rozpočtem v přepočtu 15 000 000 00 mld. $. Kromě filmů, seriálu, mangy a speciálních OVA epizod ještě existují hrací karty a videohry jako Super Famicom Nintendo Yū Yū Hakusho 2: Kakutō no Sho vydanou v roce 1994 firmou NAMCO.
Do ČR seriál zavítal zhruba kolem roku 2005 na kanálu Anime plus pod názvem Yu Yu Hakusho – Velká zkouška od té doby se seriál dočkal mnoha repríz.

## Synopse
Júsuke (jap. 幽助, plným jménem 浦飯 幽助 Júsuke Urameši, ang. Yusuke Urameshi) je čtrnáctiletý mladistvý delikvent, jenž chodí za školu (prý ho to prostě nebaví), vše rád řeší hrubou fyzickou silou, takže se v jednom kuse jenom pere (anebo odpočívá). Jeden den vypadal jako každý jiný den, kdy se Júsuke objeví ve škole asi tak pět minut, pak se popere s místním rivalem a zakončí den poflakováním se. Jakoby tomu osud nepřál, Júsuke si všiml malého kluka čutající si míč poblíž silnice. Než se nadál, kluk byl na silnici a v dáli se řítilo auto veselého opilce s dámskou společností. V poslední minutě Júsuke zachránil kluka před jistou smrtí, ale už nestihl zachránit sám sebe. Svět duchů (nebe) se smrtí Júsukeho nepočítal, takže mu je po určitém „úkolu“ vrácen život za obětování se. Dobrodružství Júsuke Uramešiho může začít...

## Postavy

### Hlavní postavy
- Júsuke Urameši (浦飯 幽助, Urameši Júsuke, Urameshi Yusuke) – Júsuke je čtrnáctiletý delikvent a nejdrsnější rváč ze školy Sarajašiki. Poté, co s nasazením vlastního života zachrání malého chlapce před smrtí, se stává detektivem Světa duchů. Nerad nad věcmi moc přemýšlí a před intelektuálními hovory dává přednost pořádné pranici. Zároveň má ale značné charizma, díky němuž si snadno získává respekt svých protivníků. Při řešení problémů se spoléhá spíš na své pěsti a instinkt, ale přesto to vždy dobře dopadne. Jeho nejsilnější zbraní je úder síly – střela tvořená z duchovní energie. Je z neúplné rodiny. Kromě matky Acuko (ang. Atsuko Urameshi), která je závislá na alkoholu a syna měla už ve 14 letech za svobodna, nemá Júsuke zřejmě nikoho, až na kamarádku Keiko, s níž se zná od raného dětství.
- Kazuma Kuwabara (桑原 和真, Kuwabara Kazuma) – Kuwabara je Júsukeho spolužák a rival, který se mu zpočátku marně snaží dokázat, že je lepší rváč než on. Později se spolu spřátelí, ale jistá soutěživost mezi nimi stále pokračuje. Kuwabara je vznětlivý, hlučný, občas trochu natvrdlý, rád se vytahuje a má bláznivé nápady, což bývá zdrojem komických situací. Také je ale velmi čestný. Mívá předtuchy a ze své duševní energie dokáže vytvořit „duchovní meč“. Nosí Elvisovský druh účesu. Často má konflikty s Hieim, který opovrhuje lidmi (obzvláště těmi Kuwabarova ražení). Kuwabara má starší sestru Šizuru, která se někdy k němu chová spíš jako rodič než sestra a má na něj velký vliv. Kuwabara měl původně slabost pro Botan, kterou Svět duchů přidělil Júsukemu coby asistentku. Pak se ale při prvním setkání bláznivě zamiloval do Jukiny.
- Kurama (蔵馬, Kurama) – Kurama pochází z démony obývaného Zásvětí, kde žil po mnoho staletí jako nechvalně proslulý a obávaný zloděj Jó-Ko Kurama (Liščí démon Kurama). Asi 16 let před začátkem Jú jú hakušo byl zraněn lovcem ze Světa duchů, z posledních sil unikl před pronásledovateli do lidského světa a převtělil se do lidského dítěte Šúiči Minamina (南野 秀一, Minamino Šúiči, Minamino Shuichi). Ačkoli má teď lidskou podobu, neztratil své démonské schopnosti, které spočívají hlavně v manipulaci s rostlinami. Je velice klidný, rozvážný, soustředěný, vyrovnaný a nadprůměrně inteligentní. Dokáže jednat velice chladnokrevně a s nepřáteli nemá slitování. Je považován za zázračné dítě a navštěvuje střední školu Meió Širicu Gakuen (盟王私立学園) pro nadané studenty. Je velmi fixovaný na svou lidskou matku, díky níž poprvé poznal, co je to mít skutečnou rodinu. Tato postava spadá do kategorie bišónen (美少年, v překladu: krásný chlapec). Fanoušci si ho někdy pletou se ženou, kvůli jeho „jemnému“ vystupování a dlouhým vlasům.
- Hiei Džaganši (Hiei Džagan, Hiei Jaganshi 飛影 邪眼, Evil eye Hiei) – Hiei je ohnivý démon, narodil se však ledové víle Hině v izolované komunitě žijící na ledovém ostrově levitujícím nad Zásvětím. Rasa jeho matky (Juki-onna = 氷女 ice maiden) je složena jen ze samých žen a straní se mužů, kteří jsou v jejich kultuře považováni za zlé a zkažené. Hiei přišel na svět díky tomu, že jeho matka porušila tabu a měla vztah s mužem. Pro ostatní ledové víly však byl Imiko („ohavné nechtěné dítě“) a představoval nebezpečí, proto Hinu přinutily syna opustit. Hiei vyrůstal v bandě zločinců a od malička projevoval násilnické sklony, kvůli nimž se ho ostatní stranili. Jeho jediným a nejcennějším majetkem byl přívěsek hiruiseki (氷涙石 ice tear stone – zmrzlá slza), dárek od matky, na kterém velmi lpěl. Když o něj přišel během souboje, nechal si implantovat Džagan (邪眼 Evil Eye – zlé třetí oko), který mu měl pomoci ho najít. Místo kamene však našel vesnici, z níž pocházel, a zjistil, že má dvojče – ledovou vílu Jukinu. Ta se však před časem vydala svého bratra hledat a ztratila se ve Světě lidí. Od té doby měl Hiei před sebou další cíl – najít svoji sestru a chránit ji. Hiei je samotářský, sebejistý a chladnokrevný bojovník (či spíše zabiják), který nejraději jedná na vlastní pěst. Je expert na boj s mečem, kromě toho se dokáže neuvěřitelně rychle pohybovat a ovládá různé smrtící techniky založené na bázi ohně. Nemá rád lidi, které jakožto démon považuje za podřadné bytosti. To se projevuje zejména v jeho vztahu s Kuwabarou, kterého si navíc hned napoprvé zaškatulkoval jako idiota. Vůči Júsukemu chová Hiei respekt pro jeho bojové schopnosti a stejně tak vůči Kuramovi, jehož reputaci nebezpečného zločince ze Zásvětí dobře zná.

## Produkce
Togaši pracoval na manze JúJú Hakuša kolem listopadu 1990.
Když poprvé Togaši přemýšlel nad názvem svého díla, tak vůbec nevěděl jak svému dílu vlastně bude říkat. Když prezentoval své hrubé návrhy svým editorům a animátorům, předběžně nazýval své návrhy „How to be a Ghost“ (jak být duch). V před-produkci Togaši navrhl další název „JúJú-Ki (Poltergeist Chronicles, duchovní kroniky)“, jelikož v obsahu jsou zápasy s demony a také by to byla hra se slovíčky na SaiYu-Ki. Jelikož se začaly publikovat jiné manga série s podobným názvem (Čin-Ju-Ki), Togaši brzy vymyslel (zřejmě finální) alternativu: „JúJú Hakusho“. Toto okomentoval tak, že mohl použít třeba „Den“ (Legend) či „Monogatari“ (Story, příběh), ale „Hakušo“ (Report, zpráva) bylo první co ho opravdu napadlo.

### Náměty
Seriál kombinuje elementy vizuální (Japonská mytologie, okultismus a mysticismus) a elementy žánrové (bojová umění, drama až dokonce slapstick). V seriálu existují tři navzájem neproniknutelné sféry světa:
- Svět lidí (人間界, ang. Ningenkai) — Fyzický svět lidí ve kterém současně žijeme.
- Duchovní svět (霊界, ang. Reikai) — odpovídá západní představě očistce aneb. místo kam přichází lidé a démoni po jejich fyzické smrti. V jehož čele stojí nekometentní syn boha Enmy.
- Zásvětí (魔界, ang. Makai) — odpovídá představě pekla. Nejvyšším vůdcem je Raizen. Makai je energicky zapečetěno proti vpádům démonu do světa lidí.

## Hudba
Hudbu k seriálu Jú jú hakušo složil Júsuke Honma (jap. 本間 勇輔), který později přispěl i na soundtracky seriálů jako např. Ninku či Flame of Recca. Seriál má jedno opening theme (úvodní znělka), „Hohoemi no Bakudan“ (微笑みの爆弾) od Macuko Mawatariové, avšak naproti tomu má odlišných 5 zakončovacích znělek (ending theme): „Homework ga Owaranai“ (ホームワークが終わらない; 1st ending), „Sajonara bye bye“ (さよならbye bye; 2st ending) & „Daydream Generation“ (デイドリーム ジェネレーション; 5st ending) od Mawatariové; „Unbalance na Kiss wo Šite“ (アンバランスなKissをして; 3st ending) & „Taijó ga Mata Kagajaku Toki“ (太陽がまた輝くとき; 4st ending) od Hiro Takahašiho. Nejedno YYH soundtrack album bylo publikováno; jsou k dostání v japonských obchodech nebo na internetových obchodech.

### Seznam písní
| #   | Umělec          | Název                                                 | Délka |
| --- | --------------- | ----------------------------------------------------- | ----- |
| 01. | Macuko Mawatari | Hohoemi no bakudan 微笑みの爆弾 (z TV)                | 4:12  |
| 02. | ~instrumental~  | Yuusuke's Theme                                       | 3:09  |
| 03. | ~instrumental~  | Tatakai no Toki                                       | 3:05  |
| 04. | ~instrumental~  | Hiei's Theme                                          | 2:58  |
| 05. | ~instrumental~  | Kurama's Theme                                        | 3:15  |
| 06. | ~instrumental~  | Kuwarabara's theme                                    | 3:00  |
| 07. | ~instrumental~  | Koenma's Theme                                        | 3:24  |
| 08. | ~instrumental~  | Botan's Theme                                         | 3:23  |
| 09. | ~instrumental~  | Time Limit (z TV)                                     | 2:55  |
| 10. | ~instrumental~  | Monster Suit (z TV)                                   | 4:01  |
| 11. | ~instrumental~  | Romantic (z TV)                                       | 3:03  |
| 12. | Macuko Mawatari | Homework ga Owaranai ホームワークが終わらない (on TV) | 4:48  |

| #   | Umělec                  | Název                                                       | Délka |
| --- | ----------------------- | ----------------------------------------------------------- | ----- |
| 01. | ~instrumental big band~ | Hohoemi No Bakudan 微笑みの爆弾 (z TV)                      | 3:30  |
| 02. | ~instrumental~          | Makai No Tobira (on TV)                                     | 2:09  |
| 03. | ~instrumental~          | Yuusuke's Powerup (on TV)                                   | 3:57  |
| 04. | ~instrumental~          | Yurusenee! (on TV)                                          | 3:02  |
| 05. | ~instrumental~          | Sensui's Territory (on TV)                                  | 3:25  |
| 06. | ~instrumental~          | Sentou Kaishi (on TV)                                       | 2:22  |
| 07. | ~instrumental~          | Taiketsu (on TV)                                            | 3:13  |
| 08. | ~instrumental~          | Inochi O Kakete (on TV)                                     | 3:57  |
| 09. | ~instrumental~          | Tatakai No Hate (on TV)                                     | 3:40  |
| 10. | ~instrumental~          | Subete Ga Owatta (on TV)                                    | 2:45  |
| 11. | ~instrumental~          | Ashita Ni Mukatte (on TV)                                   | 4:04  |
| 12. | Hiro Takahaši           | Unbalance Na Kiss Wo Shite アンバランスなKissをして (on TV) | 3:49  |

| #   | Umělec                                                                                         | Původní názvy                                                | Anglický název                         | Délka |
| --- | ---------------------------------------------------------------------------------------------- | ------------------------------------------------------------ | -------------------------------------- | ----- |
| 01. | Macuko Mawatari                                                                                | 微笑みの爆弾 (Hohoemi No Bakudan) (z TV)                     | Smile bomb                             | 3:30  |
| 02. | Nozomu Sasaki (Yusuke)                                                                         | Dead or Alive                                                |                                        | 4:59  |
| 03. | Megumi Ogata (Kurama)                                                                          | Koori No Naifu Wo Daite                                      | Embracing the Ice Knife                | 3:57  |
| 04. | Nobujuki Hijama (Hiei)                                                                         | Kuchibue ga Kikoeru (z TV)                                   | I Hear A Whistle                       | 4:37  |
| 05. | Hiro Takahaši                                                                                  | アンバランスなkissをして (Anbaransu na kiss wo Shite) (z TV) | (Doing) Unbalanced Kisses              | 3:51  |
| 06. | Macuko Mawatari                                                                                | さよならbye bye (Sayonara Bye bye) (z TV)                    |                                        | 4:29  |
| 07. | Hiro Takahaši                                                                                  | Taiyou ga mata Kagayatoki (on TV)                            | Believe in the Sun                     | 5:22  |
| 08. | Nobujuki Hijama (Hiei)                                                                         | Ryuusei no Solitude                                          | Solitude Of A Falling Star             | 5:13  |
| 09. | Megumi Ogata (Kurama)                                                                          | Sayonara wa Mirai no Hajimari                                | A Goodbye Is The Beginning Of Tomorrow | 5:45  |
| 10. | Šigeru Čiba (Kuwabara)                                                                         | Eien ni THANKYOU!                                            |                                        | 4:43  |
| 11. | Nozomu Sasaki (Yusuke)                                                                         | ALL RIGHT!                                                   |                                        | 4:25  |
| 12. | Šigeru Čiba, Megumi Ogata & Nobujuki Hijama                                                    | EYE TO EYE                                                   |                                        | 3:59  |
| 13. | Megumi Ogata & Nobujuki Hijama                                                                 | WILD WIND                                                    |                                        | 4:21  |
| 14. | Macuko Mawatari                                                                                | ホームワークが終わらない (Homework Ga Owaranai) (z TV)       | The Homework Never Ends                | 4:51  |
| 15. | Macuko Mawatari                                                                                | デイドリーム ジェネレーション (Daydream Generation) (z TV)   |                                        | 4:13  |
| 16. | Nozomu Sasaki (Júsuke), Šigeru Čiba (Kuwabara), Megumi Ogata (Kurama) & Nobujuki Hijama (Hiei) | Bokutači no Kisecu                                           | Our season                             | 5:08  |

| #   | Původní název            | Romanji                               | Délka |
| --- | ------------------------ | ------------------------------------- | ----- |
| 01. | Dead or Alive-Toushin-   |                                       | ?:??  |
| 02. | Dark Side Stories        |                                       | 5:36  |
| 03. | 霧の中の狙撃手           | Kiri no Naka no Sunaipá               | 4:31  |
| 04. | Love Songをあなたに      | Love Song wo Anata ni                 | 5:05  |
| 05. | 美しすぎて……             | Ucukuši Sugite…                       | 5:07  |
| 06. | まあ、飲めよ             | Má Nome Jo                            | 6:01  |
| 07. | つむじ風でフライアウェイ | Cumudži Kaze de Furai Awei (Fly Away) | 4:21  |
| 08. | GLEAM ～闇に光る～       | GLEAM ~Jami ni Hikaru~                | 4:19  |
| 09. | Cry Lonely Cry           |                                       | 5:49  |
| 10. | 永遠のレクイエム         | Eien no Requiem                       | 6:33  |
| 11. | REBIRTH ～再生～         | REBIRTH ~Saisei~                      | 5:37  |
| 12. | 千年の闇の果て           | Sennen no Jami no Hate                | 5:13  |

## Vysílání

### Vysílání v Česku
| Kanál  | Den   | Vysílací čas             | Série | Aktuální status |
| ------ | ----- | ------------------------ | ----- | --------------- |
| Animax | [ 2 ] | 20:50–21:15 (cca 21 min) |       | pozastaveno     |

## Zajímavosti
- Manga (easter egg): V kapitole 92, na šesté stránce je zobrazeno publikum s transparenty jako: „Hail Toguro!“ (sláva Togurovi), „Kill“ (zabít), „Kill All“ (všechny zabít), ale také „Yoshihiro, pay your debts“ (Jošihiro, zaplať své dluhy) – toto je zřejmě sebereference na Jošihira Togašiho, stvořitele této mangy.
- Rozdíly mezi anime a mangou: V manze Júsuke kouří a konzumuje alkohol, zatímco v anime je „jenom“ gambler a záškolák (japonské zákony tvrdě zakazují konzumaci alkoholu a kouření cigaret osobám pod 21 let). V manze je také použit více progresivnější humor.
- Rozdíly mezi anime a mangou: V manze byly příběhy s (mrtvým) Júsukem a Botan více obsáhlejší, například se zde vyskytoval příběh o smrtelně nemocnému psu Džirovi a jeho jedinému kamarádovi – klukovi, kterého spolužáci psychicky šikanovali, nebo vánoční příběh o dívce, která čekala na svého kluka, jenž si mezitím našel jinou dívku, apod.; v anime nikoliv.
- Významným jevem v Jú jú hakušo je ta skutečnost, že seriál často mění žánry – Romantický–Komedie–Drama–Horor–Bojová umění–Paranormální mystérium a opět zpět na bojová umění. Z části se tyto crossover změny děly také proto, neboť to byl záměr magazínu Weekly Shonen Jump, aby našli následovníka končícího seriálu Dragon Ball (ale ten se rozvětvil do dalších pokračování). Původně-romantické Jú jú hakušo bylo přehlušováno násobujícími akčními záběry, i také z důvodu smluvních tlaků.
- Během (včetně slovních) soubojů mezi Kuramou a Karasuem padne v cenzurovaném (anglickém?) dabingu více homosexuálních dvojsmyslů než v originálním znění.
- Botanino jméno bylo ve filipínském dabingu změněno na „Charlene“. Júsuke byl Filipínci přejmenován na Eugeneho (Evžen).
- Mijuki, jedna ze Tří Démonů, jenž byli najati zkorumpovaným byznysmenem Tarukanem, prý žije podle jejích vlastních slov s ženskou duší, ale po fyziologické stránce není žena. (SPOILER) Scéna ve které na vlastní pěst nebo spíš ruce, Júsuke zjistil, že Mijuki není žena (KONEC SPOILERU), byla vystřižena z amerického editu Jú jú hakušo;[3] verze která běžela na české verzi TV Animax je originální japonská nesestříhaná verze – čeští diváci tuto scénu tedy mohli zahlédnout.
- Icuki je pravá ruka Sensuiho, démon, který umí procházet skrze dimenze. Jeho sexuální orientace je homosexuální[4]
- anime Jú jú hakušo má také několik popkulturních referencí, ale také i pár easter egg (schovaných odkazů)
  - Kurama a Hiei jsou také hory v Japonsku.
  - Suzaku, vůdce Čtyř Šelem, posílal do lidského světa Makai hmyz (ovládané Makai píšťalkou), který když se dostane do lidské hlavy promění dotyčného v zombie.
  - Kuwabarova oblíbená skupina je Megallica. Název připomíná slovní kombinaci dvou amerických heavy metalových skupin – Metallica a Megadeth.
  - postava Gonzo Tarukane je založena na Rudnickovi (tlustý gangster) ze situace kolem Harry Canyon části, z filmu Heavy Metal (1981).
  - V 21. epizodě (Yusuke's Life or Death Counterattack) můžeme v Kuwabarově pokoji uvidět plakát skupiny Danny Elfman & Oingo Boingo, což je New Wave / Rocková skupina z osmdesátých let
  - V 22. epizodě (A Sorrowful Young Beauty — Yukina), kdy Júsuke, Kuwabara a Botan sledovali Koenmovu VHS kazetu, která obsahovala informace o únosu Jukiny; kazeta obsahovala i úvod v podobě parodie na známé americké úvody filmových společností, jako například Columbia Pictures (žena držící pochodeň) či MGM (řvoucí lev).
  - V 99. epizodě (Unforgettable Memory), Mukuro v dialogu odpovídá Hieimu: „I won’t say something like 'I Am Your Father'“. Větu 'I am Your Father' (jsem tvůj otec) poprvé použil Darth Vader v rozmluvě s Anakinem Skywalkerem
  - V 101. epizodě (The Makai Thief) se objeví stará, špičatě ušatá, šedo-zelená, trpasličí bytost, jež se jmenuje Youda (妖駄, Jóda). Toto je možná odkaz na postavu Yoda ze Star Wars hexalogie.

### Parodie
Na YYH existuje satirická parodie s názvem Yu Yu Hakusho Abridged, jde o zkrácené verze skutečných YYH epizod opatřených vlastním dabingem. Autorem těchto parodií je Lanipator; aktuálně bylo na YouTube publikováno celkem 21 dílů (+ předabovaný druhý film Poltergeist Report).